# تمایل به پرداخت

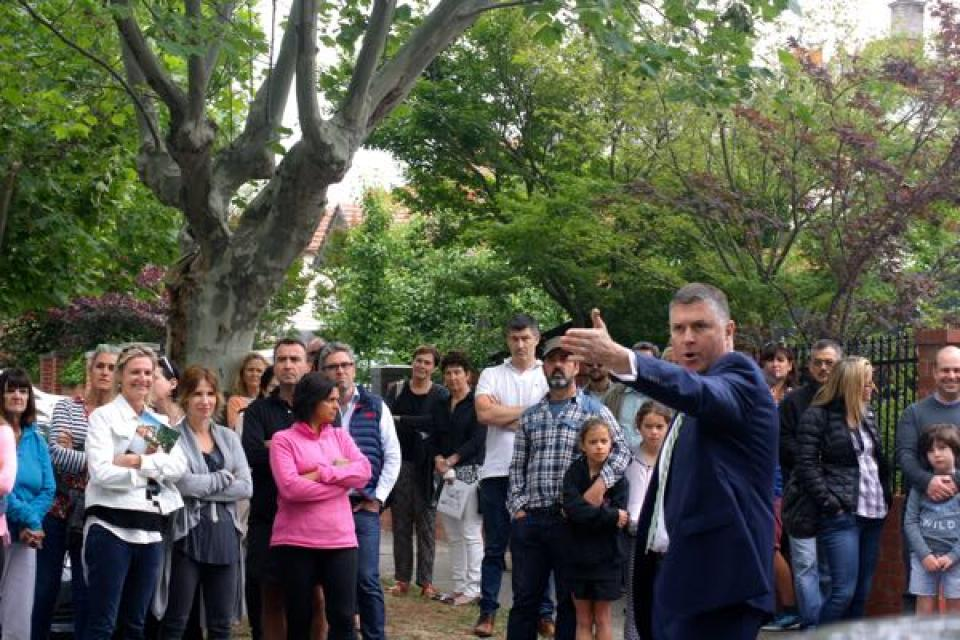
تصویری از ارائه دیدگاه درباره تمایل به پرداخت

تمایل به پرداخت (WTP) بیشترین قیمت است که مصرف‌کننده در آن قیمت (یا زیر آن قیمت)، یک واحد از محصول را خریداری می‌کند. این مفهوم با دیدگاه استاندارد اقتصادی در مورد قیمت رزرو مصرف‌کننده مطابق است. اگرچه، برخی از محققان، WTP را به عنوان یک محدوده قیمتی مطرح می‌کنند.
با توجه به دیدگاه ترجیحات سازنده، تمایل مصرف‌کننده به پرداخت دارای یک ساختار حساس به موقعیت است؛ یعنی WTP مصرف‌کننده برای یک محصول به شرایط واقعی تصمیم‌گیری بستگی دارد. به عنوان مثال، مصرف‌کنندگان تمایل دارند هزینه بیشتری برای یک نوشابه در بار ساحلی نزدیک به هتل تفریحی لوکس، نسبت به یک فروشگاه خرده فروشی محلی بپردازند.

## اندازه‌گیری
اندازه‌گیری دقیق تمایل به پرداخت مصرف‌کنندگان برای تدوین استراتژی‌های رقابتی، مدیریت کردن ارزش‌های حسابرسی و تولید محصولات جدید بسیار مهم است. همچنین برای اجرای روشهای گوناگون قیمت‌گذاری مانند قیمت‌گذاری غیرخطی، قیمت‌گذاری یک‌به‌یک و قیمت‌گذاری با ترویج هدفمند پراهمیت است. جای تعجب نیست که چندین رویکرد و دیدگاه برای این هدف ایجاد شده‌است.
روشهای زیادی برای اندازه‌گیری WTP وجود دارد که می‌توان آنها را از نظر مستقیم یا غیرمستقیم بودن و فرضی یا واقعی بودن تفکیک کرد.
در عمل، گروهی از محققان طرفدار رویکرد مستقیم هستند؛ از مصرف‌کنندگان می‌خواهند مستقیماً WTP خود را برای یک محصول خاص از طریق پرسش‌های با پاسخ باز، بگوید. گروه دیگر رویکردی غیرمستقیم را ترجیح می‌دهند، مانند تجزیه و تحلیل انتخاب‌هاب مبتنی بر اتصال و اشتراک (CBC)، که در آن WTP براساس انتخاب مصرف‌کننده از بین کالاهای متعدد و همچنین در نظر گرفتن حالتی که مصرف‌کننده هیچ‌کدام از کالاها را انتخاب نکند؛ محاسبه می‌شود. با این حال، هیچ‌یک از دو روش بی‌نقص نیستند. بسیاری از مطالعات نشان داده‌است که رویکردهای مستقیم و غیرمستقیم به دلایل مختلف روانشناختی و فنی می‌توانند نتایج نادرستی ایجاد کنند. از نگاهی بنیادی‌تر، هر دو رویکرد اندازه‌گیری WTP بیشتر محاسبات خود را بر اساس فرضیات انجام می‌دهند تا واقعیت‌ها؛ بنابراین می‌توانند تمایل‌های فرضی ایجاد کنند، این تمایل‌های فرضی در موضوع ادبیات اقتصاد به عنوان تمایل ناشی از فرضی بودن ماهیت یک کار تعریف می‌شود.
یک رویکرد مستقیم برای استخراج واقعی WTP مکانیسمی است که بکر(Becker)، دگروت (DeGroot) و مارشاک (۱۹۶۴) پیشنهاد می‌کنند (روش بکر-دگروت-مارشاک، BDM). در این مکانیسم بیان می‌شود که چنانچه قیمت حاصل از قرعه کشی کمتر یا مساوی با WTP فرد باشد وی موظف به خرید محصول است.
یک روش غیرمستقیم برای تعیین WTP واقعی، تحلیل پیوسته انتخاب‌محور با انگیزه‌های تنظیم شده‌است، که در آن با استفاده از مکانیزم BDM، شرکت کنندگان بر اساس WTP حاصل شده از ترجیحاتی که نشان داده‌اند، موظف به خرید هستند.
با به کارگیری مشوق‌های واقعی‌تر اقتصادی برای پاسخ‌دهندگان به نظرسنجی، این دو روش نتایج خوبی در برخی از زمینه‌های کاربردی دارند. اگرچه، ممکن است WTP واقعی محاسبه شده از این دو روش همیشه صحیح نباشد چراکه می‌تواند با WTP در خریدهای واقعی مصرف‌کننده، تفاوت داشته باشد.